# Glue (Fernsehserie)
Glue ist eine britische Fernsehserie von Jack Thorne. Die acht Folgen umfassende Fernsehserie wurde zwischen dem 12. September und dem 3. November 2014 auf E4 ausgestrahlt. Die Serie dreht sich um eine englische Kleinstadt in der ein 14-Jähriger tot aufgefunden und die Stadt dadurch aus den Fugen gerissen wird. Gedreht wurde im Frühjahr 2014 in Berkshire. In Deutschland soll die Serie ab dem 25. Oktober 2015 auf Nickelodeon in dessen Programmfenster Nicknight gezeigt werden.

## Handlung
Die englischen Kleinstadt Overton ist eine ländliche Idylle, in der die meisten Bewohner Landwirtschaft betreiben. Wie so oft treffen sich die Freunde Annie Maddocks, Janine Riley, Rob Kendle, James Warwick, Caleb „Cal“ Bray und Tina Fallon in einem Hafersilo. Doch in derselben Nacht wird der 14-jährige Caleb ermordet aufgefunden. Unter der Leitung von Chefinspektors Simson und seine junge Helferin Ruth Rosen geraten die vier Freunde schnell an ihre Grenzen, da sie erkennen müssen, dass nicht alles in der Stadt so rosig ist, wie es scheint.

## Synchronisation
Die deutsche Synchronisation erfolgte bei DMT – Digital Media Technologie GmbH in Hamburg. Regie: Kerstin Draeger.
| Figur          | Schauspieler    | Synchronsprecher  |
| -------------- | --------------- | ----------------- |
| Rob Kendle     | Jordan Stephens | Tim Kreuer        |
| James Warwick  | Billy Howle     | Tobias Diakow     |
| Annie Maddocks | Jessie Cave     | Josephine Schmidt |

## Episodenliste
| Nr. | Deutscher Titel | Originaltitel | Erstausstrahlung UK | Deutschsprachige Erstausstrahlung (D) | Regie           | Drehbuch                                      |
| --- | --------------- | ------------- | ------------------- | ------------------------------------- | --------------- | --------------------------------------------- |
| 1   | —               | Everyone      | 15. Sep. 2014       | 25. Okt. 2015                         | Daniel Nettheim | Jack Thorne                                   |
| 2   | —               | James/Janine  | 22. Sep. 2014       | 1. Nov. 2015                          | Daniel Nettheim | Jack Thorne                                   |
| 3   | —               | Eli/Rob       | 29. Sep. 2014       | 8. Nov. 2015                          | Olly Blackburn  | Laura Lomas                                   |
| 4   | —               | Tina/Dominic  | 6. Okt. 2014        | 15. Nov. 2015                         | Olly Blackburn  | Kieran Prendiville, Laura Lomas & Jack Thorne |
| 5   | —               | James/Cal     | 13. Okt. 2014       | 22. Nov. 2015                         | Olly Blackburn  | E.V. Crowe                                    |
| 6   | —               | Rob/Tina      | 20. Okt. 2014       | 29. Nov. 2015                         | Olly Blackburn  | Jack Thorne                                   |
| 7   | —               | Ruth/Eli      | 27. Okt. 2014       | 6. Dez. 2015                          | Daniel Nettheim | John Donnelly & Jack Thorne                   |
| 8   | —               | Everyone      | 3. Nov. 2014        | 13. Dez. 2015                         | Daniel Nettheim | Jack Thorne                                   |

## DVD-Veröffentlichung
Vereinigtes Königreich
- Staffel 1 erschien am 23. Februar 2015.

Deutschland
- Staffel 1 erscheint am 18. Dezember 2015.